# Мерлин (телесериал)
«Ме́рлин» (англ. Merlin) — британский фэнтези-сериал, разработанный Джулианом Джонсом, Джейком Мичи, Джулианом Мёрфи и Джонни Капсом.
Проект создан каналом BBC и вышел на экраны 20 сентября 2008. Сериал разработан по мотивам легенд Артуровского цикла о мифическом волшебнике Мерлине и другом и товарищем с Артуром. Образы главных героев, как и события сериала, значительно отличаются от традиционных версий легенды.
После триумфа первого сезона, сериал начал транслировать американский канал NBC. 2 апреля 2010 на экраны США и Канады вышел второй сезон телесериала.
Премьеры третьего, четвёртого и пятого сезонов состоялись соответственно 11 сентября 2010 года, 1 октября 2011 и 6 октября 2012 года.
26 ноября 2012 года было объявлено, что пятый сезон будет последним для сериала.

## Сюжет
Мерлин — юный волшебник, посланный матерью в Камелот к придворному лекарю Гаюсу. Прибыв в столицу королевства, Мерлин обнаруживает, что король Утер Пендрагон запретил магию и её использование карается смертной казнью. Юный маг знакомится с Великим драконом — Килгаррой, — прикованным цепью в подземелье дворца, и тот рассказывает Мерлину о его предназначении — защищать принца Артура.
Если первый сезон сосредоточен на развитии образа Мерлина и на его дружбе с Артуром, то второй раскрывает характеры остальных персонажей. Некоторые из центральных тем развиваются по мере развития сюжета. Здесь и подающий надежды роман между Артуром и Гвэн, и тайная борьба Морганы с Утером. Третий и четвёртый сезоны сосредоточены на борьбе Морганы за трон Камелота.
Появляются в сериале и другие легендарные герои Артуровских легенд. Ланселот, мечтающий стать рыцарем, что невозможно из-за его недворянского происхождения (во всяком случае, пока правит Утер). Мордред впервые появляется как мальчик-друид. (Впоследствии уже повзрослевший Мордред станет одним из рыцарей Круглого стола но, озлобившись на Артура за предание Кары смертной казни, перейдет на сторону Морганы (по легенде, Мордред сын Моргаузы и Артура)). По предсказанию дракона Килгарры — Великого дракона — именно Мордред будет причиной смерти Артура (по легенде, они убивают друг друга в сражении в Каммлане). Мордред, а иногда и Великий Дракон обращаются к Мерлину его друидическим именем Эмрис (Emrys — валлийская форма имени Амброзиуса). Меч короля Артура — обычный меч, который Великий Дракон закалил своим дыханием в обмен на услугу со стороны Мерлина. Чуть позже Мерлин скроет его в озере Авалон (по легенде, этот меч Артуру даст Владычица Озера). А в конце третьего сезона воткнёт его в камень (по легенде, меч из камня вовсе не Экскалибур).

## Список эпизодов
| Сезон | Сезон | Эпизоды | Оригинальная дата показа | Оригинальная дата показа | Зрители Великобритании | Зрители Великобритании |
| Сезон | Сезон | Эпизоды | Премьера сезона          | Финал сезона             | Зрители Великобритании | Зрители Великобритании |
| ----- | ----- | ------- | ------------------------ | ------------------------ | ---------------------- | ---------------------- |
|       | 1     | 13      | 20 сентября 2008         | 13 декабря 2008          | 6.32                   |                        |
|       | 2     | 13      | 19 сентября 2009         | 19 декабря 2009          | 5.99                   |                        |
|       | 3     | 13      | 11 сентября 2010         | 4 декабря 2010           | 6.78                   |                        |
|       | 4     | 13      | 1 октября 2011           | 24 декабря 2011          | 7.17                   |                        |
|       | 5     | 13      | 6 октября 2012           | 24 декабря 2012          | 7.13                   |                        |

## В ролях

### В главных ролях
Брэдли Джеймс — Артур Пендрагон
Колин Морган — Мерлин
Кэтрин Элизабет МакГрат — Моргана Пендрагон

## Производство
Программа была задумана Джулианом Мёрфи и Джонни Капсом, уже работавшими вместе над телесериалом Hex. BBC был заинтересован в трансляции телешоу, основанного на легенде о Мерлине, продюсер сериала Крис Чибнелл запланировал место в телесетке на воскресный вечер. Глава отдела фантастики на канале BBC Джейн Трэнтера хотел запустить телешоу, которое могло было бы соединить у экранов «три поколения зрителей. Шоу, которое Вы можете смотреть со своими родителями и детьми.»

Идея сериала была навеяна американским телешоу «Тайны Смолвилля», повествующим о молодых годах Супермена. По словам Джулиана Мёрфи и Джонни Капса, «Мерлин» должен был показать 
"Камелот до своего Золотого Века ...Так же, как и в «Смолвилле» мы не хотели оправдывать ожидания, мы хотели создать нечто новое. Камелот — земля, где волшебство запрещено [а] Мерлин... ещё только юноша, который служит слугой при Артуре и который должен скрывать свои способности." 
Влияние «Смолвилля» становится очевидным с первой серии. Основная сюжетная линия заставляет Мерлина скрывать свои способности и искать объяснения сверхъестественным событиям, происходящим вокруг него так же, как и Кларку Кенту в первых сезонах «Смоллвиля».
Сериал вышел на экраны в Великобритании в марте 2008. Съёмки происходили частично в Уэльсе и Франции (в Шато де Пиеррефонт — замок Пьерфон исполнил роль замка Камелот). Работа велась при участии филиала BBC в Уэльсе, глава которого, Джулия Гарднер, уже выступала в роли исполнительного продюсера сериала Доктор Кто, что оказало влияние на стиль «Мерлина». Над спецэффектами работала команда специалистов, ранее трудившихся над спецэффектами в Докторе Кто.
13 декабря 2008 BBC объявила, что собирается снимать второй сезон «Мерлина». Работа над ним началась весной и завершилась осенью 2009..
Съёмки третьего сезона, стартовавшие в марте 2010, проходили в Кардиффе, а с 8 апреля 2010 во Франции в Шато де Пиеррефонт.
Начало трансляции четвёртого сезона было заявлено на 25 октября 2011, в июне 2011 создатели сериала объявили о намерении снять пятый сезон.
Фактически, показ четвёртого сезона телесериала начался 1 октября 2011 года.

## Трансляция
В апреле 2008 права на трансляцию сериала были куплены американским каналом NBC, показ начался 21 июня 2009. «Мерлин» стал первым британским телешоу, показанным американским телевидением, более чем за тридцать лет. После окончания первого сезона права на телетрансляцию сериала перепродали кабельному каналу SyFy, также принадлежавшему NBC. Кроме России и Америки, сериал транслируется в Белоруссии, Украине, Канаде, Австралии, Германии, Франции, Южной Африке, Греции, Турции, Узбекистане, Японии и Вьетнаме.
Также был создан и выпущен в телевизионный показ документальный сериал «Мерлин: Тайны и Волшебство», рассказывающий историю создания «Мерлина».